# 쥬리 (가수)
쥬리(본명: 타카하시 쥬리, 일본어: 高橋 朱里, 1997년 10월 3일~)는 일본 아이돌 출신의 한국 가수이다.
일본의 걸 그룹 AKB48 출신으로, 2019년 3월 초 울림엔터테인먼트와 전속계약을 체결한 이후 2019년 8월 7일, 대한민국의 걸 그룹 로켓펀치의 멤버로 재데뷔하게 되었으나 2024년 5월 24일, 소속사와의 계약 만료로 팀에서 탈퇴하게 되었다.

## 내력
2011년
- 2월 20일, AKB48 제9회 연구생 (12기생) 오디션에 합격.
- 4월 3일, AKS 연구생 셀렉션 심사에 합격.

2012년
- 3월 24일, 카토 레나, 이와타 카렌, 카와에이 리나, 타노 유카와 함께 팀4로 승격[2].
- 5월 23일에 발매된 26th 싱글 〈한여름의 Sounds good !〉으로 첫 선발.
- 8월 24일에 개최된 AKB48 in TOKYO DOME ~1830m의 꿈~ 첫날 공연에서, 팀4의 해체와 함께 팀A로 이동하는 것이 발표되었다[3].
- 11월 1일, 팀A로 이동.
- 11월 2일, 팀A 웨이팅 공연의 스타팅 멤버로서 신 팀에서의 활동을 개시한다[4].

2014년

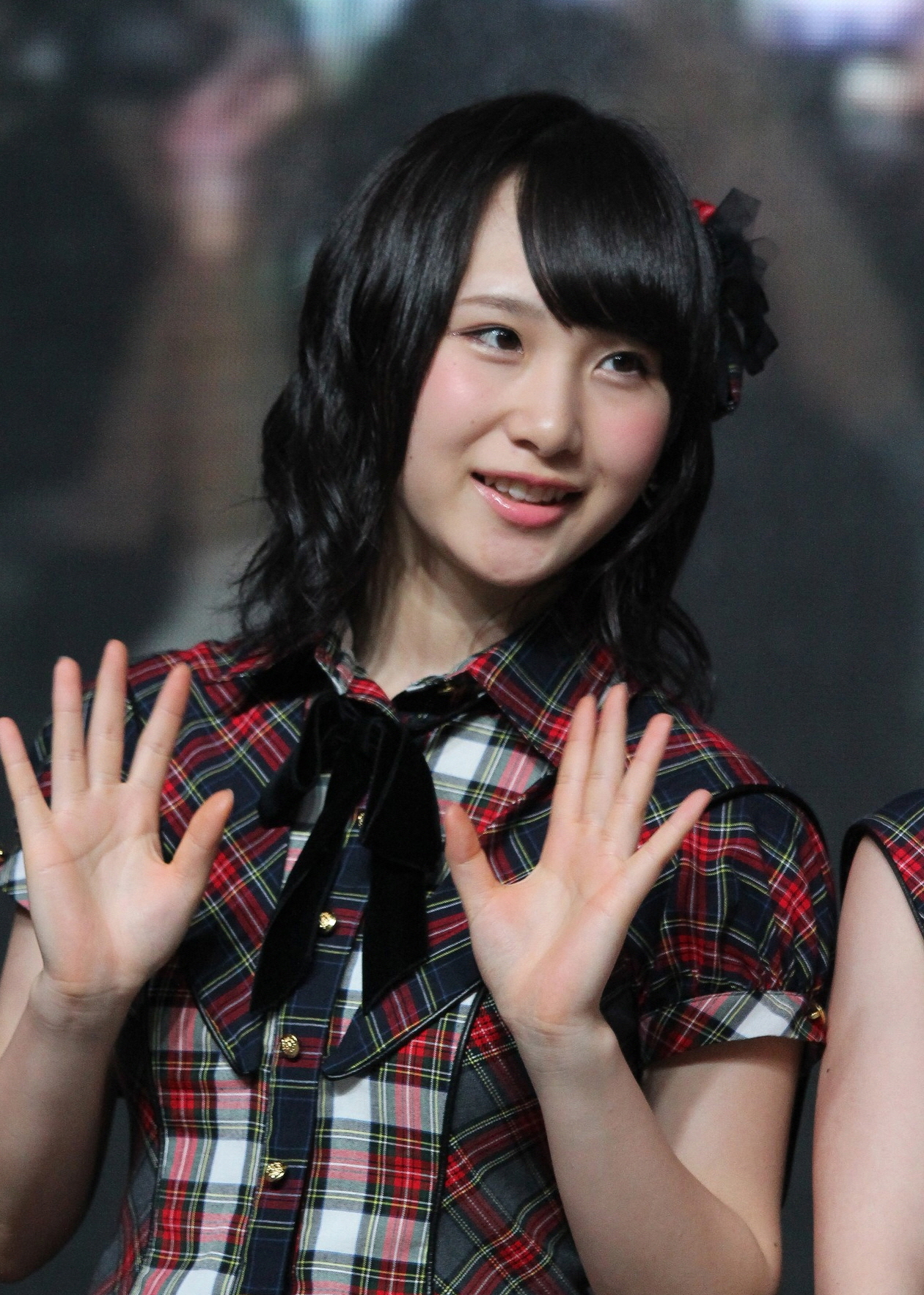
AKB48 시절의 타카하시 쥬리

- 2월 24일, Zepp DiverCity에서 개최된 AKB48 그룹 대조각 축제에서, 팀B로 이동하는 것이 발표되었다[5].
- 4월 24일, 팀B로 이동.
- 5월부터 6월에 걸쳐 실시된 AKB48 37th 싱글 선발 총선거에서는 28위로, 언더 걸즈에 선출되었다[6].

2015년
- 3월 26일, 사이타마 슈퍼 아레나에서 개최된 《AKB48 봄의 단독 콘서트 ~차기 총감독 아직 수행중~》에서, 팀4로 이동하는 것과 동팀의 캡틴을 맡는 것이 발표되었다.
- 5월부터 6월에 걸쳐 실시된 AKB48 41st 싱글 선발 총선거에서는 25위로, 언더 걸즈에 선출되었다[7].

2018년
- 6월15일부터 8월 31일까지 프로듀스48에 참가하였다.

2019년
- 3월 초, 대한민국의 소속사 울림 엔터테인먼트와 전속계약을 체결했다.
- 3월 4일, 극장 생탄제 공연에서 AKB48 졸업을 발표했다. 졸업 후, 대한민국에서 걸 그룹 멤버로서 활동할 예정이다.
- 5월 6일, AKB48를 졸업.
- 8월 7일, 대한민국의 걸 그룹 로켓펀치로 데뷔.

2024년
- 5월 24일, 소속사와의 계약 만료로 로켓펀치를 탈퇴.

## AKB48에서의 참가곡

### 싱글 CD 선발곡
- 〈風は吹いている 바람은 불고 있어〉에 수록
  - 蕾たち / 꽃봉오리들 - 팀4+연구생 명의
- 〈GIVE ME FIVE!〉에 수록
  - NEW SHIP - 스페셜 걸즈A 명의
- 真夏のSounds good ! / 한여름의 Sounds good !
- 〈ギンガムチェック 깅엄 체크〉에 수록
  - あの日の風鈴 / 그 날의 풍경 - 웨이팅 걸즈 명의
- 〈UZA〉에 수록
  - 次のSeason / 다음 Season - 언더 걸즈 명의
  - 孤独な星空 / 고독한 별하늘 - 팀A 명의
- 〈永遠プレッシャー 영원 프레셔〉에 수록
  - 私たちのReason / 우리의 Reason
- 〈So long !〉에 수록
  - Waiting room - 언더 걸즈 명의
  - Ruby - 시노다 팀A 명의
- 〈さよならクロール 안녕 크롤〉에 수록
  - バラの果実 / 장미의 과실 - 언더 걸즈 명의
  - イキルコト / 살아가는 것 - 팀A 명의
- 〈ハート・エレキ 하트 일렉트릭 기타〉에 수록
  - 快速と動体視力 / 쾌속과 동체 시력 - 언더 걸즈 명의
  - キスまでカウントダウン / 키스까지 카운트다운 - 팀A 명의
- 〈前しか向かねえ 앞 밖에 보지 않아〉에 수록
  - 秘密のダイアリー / 비밀 다이어리 - Baby Elephants 명의
- ラブラドール・レトリバー / 래브라도 리트리버
  - Bガーデン / B 가든 - 팀B 명의
- 〈心のプラカード 마음의 플래카드〉에 수록
  - 誰かが投げたボール / 누군가가 던진 볼 - 언더 걸즈 명의
- 望的リフレイン / 희망적 리프레인
  - ロンリネスクラブ / 론리네스 클럽 - 팀B 명의
- 〈Green Flash〉에 수록
  - ヤンキーロック / 양키 록
- 僕たちは戦わない / 우리는 싸우지 않아
  - Summer side - 셀렉션 16 명의
- 〈ハロウィン・ナイト / 할로윈 나이트〉에 수록
  - さよならサーフボード / 안녕 서프보드 - 언더 걸즈 명의
  - 一歩目音頭 / 첫발째 음두
  - ヤンキーマシンガン / 양키 머신건
- 〈唇にBe My Baby 입술에 Be My Baby〉에 수록
  - 君を君を君を… / 너를 너를 너를… - 차세대 선발 명의
  - 背中言葉 / 등 너머로 하는 말
  - なんか、ちょっと、急に… / 뭔가, 좀, 갑자기… - 팀4 명의
- 〈君はメロディー 너는 멜로디〉에 수록
  - LALALAメッセージ / LALALA 메시지 - AKB48 차세대 선발 명의
- 翼はいらない / 날개는 필요 없어
  - 考える人 / 생각하는 사람 - 팀4 명의

### 앨범 CD 선발곡
- 《1830m》에 수록
  - 直角Sunshine / 직각 Sunshine - 팀4 명의
  - 青空よ 寂しくないか? / 푸른 하늘이여 외롭지 않은가? - AKB48+SKE48+NMB48+HKT48 명의
- 《次の足跡 다음 발자국》에 수록
  - 確信がもてるもの / 확신하는 것 - 팀A 명의
  - ぽんこつブルース / 퐁코츠 블루스
- 《ここがロドスだ、ここで跳べ! 여기가 로도스다, 여기서 뛰어라!》에 수록
  - To goで / To go로 - 팀B 명의
  - ダウンタウンホテル100号室 / 다운타운 호텔 100호실
  - 最初の愛の物語 / 첫사랑 이야기
- 《0と1の間 0과 1 사이》에 수록
  - 泣き言タイム / 우는 소리 타임 - 팀4 명의
  - 始まりの雪 / 시작의 눈

### 극장 공연 유닛곡
팀4 1st Stage 〈나의 태양〉 공연
- アイドルなんて呼ばないで / 아이돌이라 부르지 마

시노다 팀A 웨이팅 공연
- スカート、ひらり / 스커트, 휘이익 (팀A 1st Stage 〈PARTY가 시작돼요〉)
- 天使のしっぽ / 천사의 꼬리 (팀B 3rd Stage 〈파자마 드라이브〉)

요코야마 팀A 웨이팅 공연
- 残念少女 / 유감 소녀 (팀B 4th Stage 〈아이돌의 새벽〉)

팀B 6th Stage 〈파자마 드라이브〉 공연
- パジャマドライブ / 파자마 드라이브
- 純情主義 / 순정 주의 ※
※카시와기 유키의 언더

## 출연

### 영화
- 극장판 사립 바카레아 고교 (2012년 10월 13일, 쇼게이트) - 니카이도 미유 역

### 드라마
- 마지스카 학원 3 제5 ~ 최종화 (2012년 8월 17일 ~ 10월 5일, TV 도쿄) - 메시 역
- So long ! 제1화 (2013년 2월 11일, 닛폰 TV)
- 세일러 좀비 (2014년 4월 18일 ~ 7월 4일, TV 도쿄) - 주연·오야마다 무츠미 역
- 마지스카 학원 4 (2015년 1월 19일 ~ 3월 30일, 닛폰 TV) - 우오노메 역
- 마지스카 학원 5 (2015년 8월 24일, 닛폰 TV) - 우오노메 역

### 버라이어티
- 아리요시 AKB 공화국 (2011년 6월 30일 ~ 부정기 출연, TBS)
- 주간 AKB (2012년 3월 30일 ~ 2012년 11월 30일·부정기 출연, TV 도쿄)
- AKB48 네모우스 TV (패밀리 극장)
  - 스페셜~멘소레! 달려 나가자 오키나와의 겨울~ (2011년 12월 25일)
  - Season10 (2012년 6월 17일·6월 24일, 8월 5일 ~ 8월 19일)
  - Season12 (2013년 7월 7일·7월 14일)
  - Season14 (2014년 1월 19일·1월 26일, 3월 2일·3월 9일)
- AKBINGO! (2012년 6월 27일 ~ 부정기 출연, 닛폰 TV)
- 미묘~한 문 AKB48의 가치챠레 (2012년 10월 5일, 히카리 TV)
- AKB48의 너, 누구? (2012년 11월 8일 ~ 부정기 출연, NOTTV)
- PRODUCE 48 (2018년 6월 15일 ~ 8월 31일, Mnet)
- 대한외국인 (2020년 2월 19일, 8월 19일, 2021년 4월 14일, MBC every1)
- 미스터리 음악쇼 복면가왕 (2020년 8월 23일, MBC)
- 켠왕?켜놩! 시즌 3 (2020년 10월 18일 ~ 12월 20일, OGN)

## 서적

### 캘린더
- 탁상 AKB48-156 타카하시 쥬리 캘린더 2013년 (2012년 12월 7일, 하고로모)
- 탁상 타카하시 쥬리 캘린더 2014년 (2013년 12월 6일, 하고로모)